# Neofit I al Constantinopolului
Neofit I (în greacă Νεόφυτος Α', transliterat: Neophytos 1; n. anii 1070 – d. după 1154) a fost un cleric ortodox grec din secolul al XII-lea care a slujit ca patriarh ecumenic al Constantinopolului în perioada 1153-1154. 

## Biografie
Neofit a fost călugăr la Mănăstirea Maicii Domnului din Evergetidos înainte de a fi ales pe tronul patriarhal după moartea în funcție a predecesorului său, Teodot al II-lea, cândva între octombrie 1153 și octombrie 1154, în timpul domniei împăratului bizantin Manuel I Comnen (1143-1180).
După numirea sa, a călătorit la Constantinopol pentru a se instala în Palatul Patriarhal, dar a fost prost primit de cler probabil din cauza unor nereguli comise mai demult. Aceste motive, necunoscute în prezent, au împiedicat întronizarea sa, iar Neofit a fost nevoit să se retragă din funcție în noiembrie 1154, la mai puțin de o lună după alegerea sa, potrivit istoricilor Venance Grumel și Michael Angold.
Majoritatea autorilor nu menționează nicio o durată a patriarhatului lui Neofit. Manuscrisul grecesc Parisinus 880 din Paris, consultat de Charles du Fresne, sieur du Cange, consemnează că durata patriarhatului lui Teodot a fost de 2 ani și 6 luni, iar cea a lui Neofit a fost de câteva zile, cât timp funcția a fost vacantă. Lucrarea Dictionnaire de théologie catholique și listele lui Karl Krumbacher menționează doar că patriarhul Neofit a păstorit în anul 1153. Din coroborarea informațiilor incluse în toate aceste surse istorice, teologul și bizantinologul francez Venance Grumel (secretar al Revue des études byzantines și autor al unei cronologii a patriarhilor de Constantinopol) consideră că durata patriarhatelor lui Teodot al II-lea și Neofit I ar fi de maxim 3 ani și 6 luni, între martie-aprilie 1151 (moartea lui Nicolae al IV-lea, predecesorul lui Teodot) și noiembrie 1154 (urcarea pe tron a lui Constantin al IV-lea, succesorul lui Neofit).
Neofit a slujit ca patriarh al Constantinopolului, potrivit lui Grumel, o perioadă scurtă cuprinsă între o lună și un an și o lună (între octombrie 1153 și sfârșitul lui noiembrie 1154), timp în care nu au avut loc evenimente istorice sau ecleziastice importante. El a devenit ascet și nu se cunoaște când a murit.